# Launceston Tennis International
Il Launceston Tennis International è stato un torneo professionistico di tennis giocato su campi in cemento. Inaugurato nel 2012 come parte dell'ITF Women's Circuit, dal 2015 si disputava anche il torneo maschile dell'ATP Challenger Tour. Si giocava annualmente al Launceston Regional Tennis Centre di Launceston in Australia.

## Albo d'oro

### Singolare femminile
| Anno | Campionessa      | Finalista         | Punteggio     |
| ---- | ---------------- | ----------------- | ------------- |
| 2020 | Asia Muhammad    | Destanee Aiava    | 6–4, 6–3      |
| 2019 | Elena Rybakina   | Irina Chromačëva  | 7–5, 3–3 rit. |
| 2018 | Gabriella Taylor | Asia Muhammad     | 6–3, 6–4      |
| 2017 | Jamie Loeb       | Tamara Zidanšek   | 7–6(4), 6–3   |
| 2016 | Han Xinyun       | Alla Kudryavtseva | 6–1, 6–1      |
| 2015 | Daria Gavrilova  | Tereza Mrdeža     | 6–1, 6–2      |
| 2014 | Olivia Rogowska  | Irena Pavlović    | 5–7, 6–4, 6–0 |
| 2013 | Storm Sanders    | Shūko Aoyama      | 6–4, 6–4      |
| 2012 | Julija Putinceva | Lesley Kerkhove   | 6–1, 6–3      |

### Doppio femminile
| Anno | Campionesse                          | Finaliste                          | Punteggio        |
| ---- | ------------------------------------ | ---------------------------------- | ---------------- |
| 2020 | Alison Bai Jaimee Fourlis            | Alicia Smith Abigail Tere-Apisah   | 7–6(4), 6–3      |
| 2019 | Chang Kai-chen Hsu Ching-wen         | Alexandra Bozovic Isabelle Wallace | 6–2, 6–4         |
| 2018 | Jessica Moore Ellen Perez            | Laura Robson Valeria Savinykh      | 7–6(5), 6–4      |
| 2017 | Monique Adamczak (2) Nicole Melichar | Georgia Brescia Tamara Zidanšek    | 6–1, 6–2         |
| 2016 | You Xiaodi Zhu Lin                   | Nadežda Kičenok Mandy Minella      | 2–6, 7–5, [10–7] |
| 2015 | Han Xinyun Junri Namigata            | Wang Yafan Yang Zhaoxuan           | 6–4, 3–6, [10–6] |
| 2014 | Monique Adamczak (1) Olivia Rogowska | Kamonwan Buayam Zuzana Zlochová    | 6–2, 6–4         |
| 2013 | Ksenija Lykina Emily Webley-Smith    | Alexandra Kiick Erin Routliffe     | 7–5, 6–3         |
| 2012 | Shūko Aoyama Kotomi Takahata         | Hsieh Shu-ying Zheng Saisai        | 6–4, 6–4         |

### Singolare maschile
| Anno | Campione         | Finalista        | Punteggio        |
| ---- | ---------------- | ---------------- | ---------------- |
| 2020 | Mohamed Safwat   | Alex Bolt        | 7–6(5), 6–1      |
| 2019 | Lloyd Harris     | Lorenzo Giustino | 6–2, 6–2         |
| 2018 | Marc Polmans     | Bradley Mousley  | 6–2, 6–2         |
| 2017 | Noah Rubin       | Mitchell Krueger | 6–0, 6–1         |
| 2016 | Blake Mott       | Andrej Golubev   | 6(4)–7, 6–1, 6–2 |
| 2015 | Bjorn Fratangelo | Chung Hyeon      | 4–6, 6–2, 7–5    |

### Doppio maschile
| Anno | Campioni                             | Finalisti                             | Punteggio         |
| ---- | ------------------------------------ | ------------------------------------- | ----------------- |
| 2020 | Evan King Benjamin Lock              | Kimmer Coppejans Sergio Martos Gornés | 3–6, 6–3, [10–8]  |
| 2019 | Max Purcell Luke Saville (3)         | Hiroki Moriya Mohamed Safwat          | 7–5, 6–4          |
| 2018 | Alex Bolt Bradley Mousley (2)        | Sekou Bangoura Nathan Pasha           | 7–6(6), 6–0       |
| 2017 | Bradley Mousley (1) Luke Saville (2) | Alex Bolt Andrew Whittington          | 6–2, 6–1          |
| 2016 | Luke Saville (1) Jordan Thompson     | Dayne Kelly Matt Reid                 | 1–6, 6–4, [13–11] |
| 2015 | Radu Albot Mitchell Krueger          | Adam Hubble Jose Rubin Statham        | 3–6, 7–5, [11–9]  |